# ビーダーマイヤー
ビーダーマイヤー（独: Biedermeier）とは、19世紀前半のドイツやオーストリアを中心に、もっと身近で日常的なものに目を向けようとして生まれた市民文化の形態の総称。示す概念によってビーダーマイヤー様式、ビーダーマイヤー文学、ビーダーマイヤー時代などのようにあらわす。文脈によっては小市民と同義で使われる。ビーダーマイアーとも表記される。
歴史的には、フランス革命、ナポレオンの台頭の中で市民社会という概念が普及したが、王政復古によりその夢が破れ、メッテルニヒによるカールスバート決議などによる検閲強化により再び自由の利かない閉塞的な社会に戻ってしまった。そのような諦念のムードがある中で、市井の人々の中では理想主義的で観念的なものへの反発がおき、理念的なものを追求せず日常的で簡素なものに目を向け、探求する風潮が出てきた。
ビーダーマイヤーの時代は、広く取ればウィーン体制（1815年）から1848年革命までの期間となるが、1830年代あたりまでという捉え方もある。この概念がよく使われるのは、文学・家具・服装・絵画などを語る際である。この時代は、検閲の強化により出版はもちろん演劇も検閲され、政治的な内容は抑圧された。

## 語源

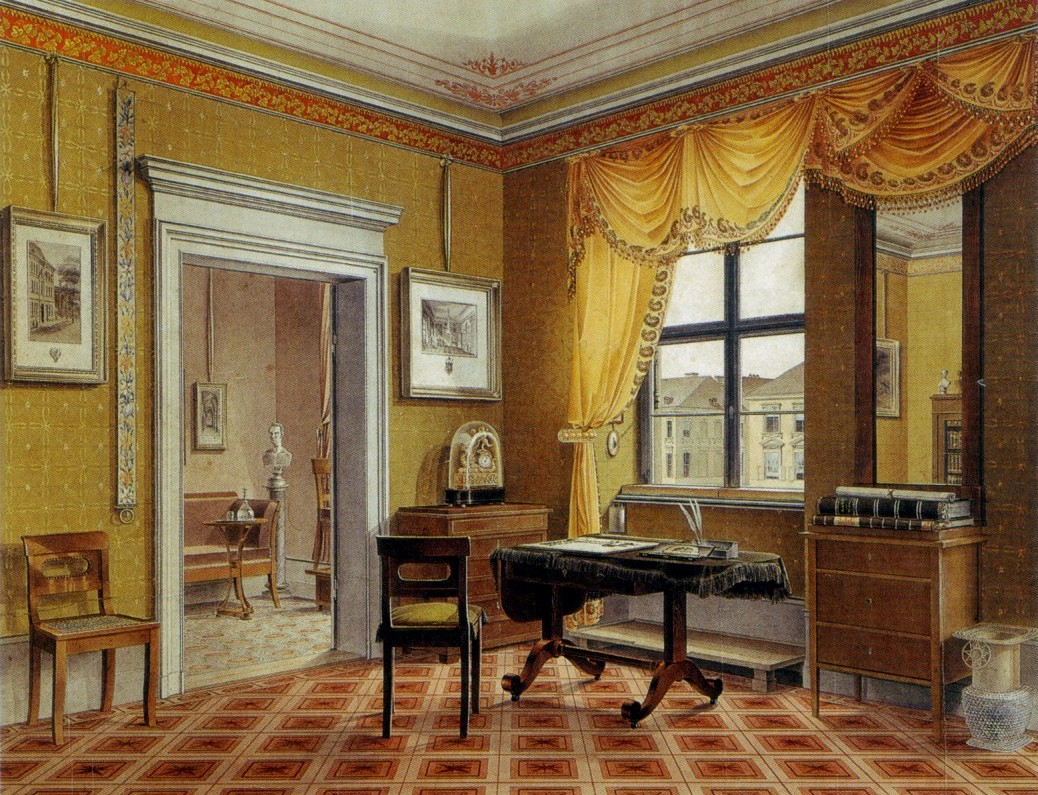
ビーダーマイヤー様式のインテリア

ビーダーマイヤー（ビーダーマンとブンメルマイヤーの合成語で、「愚直な人」という意）とはドイツの判事ルートヴィヒ・アイヒロットによって書かれた、1850年のドイツの風刺週刊誌『フリーゲンデ・ブレッター』 (Fliegende Blätter) で発表された詩の中に登場する、架空の小学校教員ゴットリープ・ビーダーマイヤーに由来する。
詩の中のビーダーマイヤーは小市民であり、政治や国際情勢などには関心がない。家庭の団欒や身の回りの食器や家具などに関心を向けた。簡素で心地よいものを好み、華美に装飾された家具や服装を揶揄した。
詩の中の人物から転じて、身の回りの小世界を描くロココ趣味的なウィーンの画家たちの作品を指して「ビーダーマイヤー様式」と呼ぶようになった。当時の建築や工芸にも共通の雰囲気が見られる。また、人々が倹しい生活をそつなく送ってきた時代を「ビーダーマイヤー時代」と呼ぶようになった。